# Manglares del golfo de Guinea
La región de manglares del golfo de Guinea es una ecorregión incluida en la lista Global 200 del WWF, que contiene todos los manglares de la costa atlántica africana. Está formada por dos ecorregiones:
- Manglar guineano
- Manglar de África central